# Юсупов, Джаникул
Джаникул Юсупов (1918—1988) — советский хозяйственный деятель, Герой Социалистического Труда.

## Биография
Родился в 1918 году в кишлаке Зорман. Член КПСС с 1946 года.
В 1938-1988 гг. — завхоз колхоза «Мехнат» Пастдаргомского района, участник Великой Отечественной войны, председатель колхозов «Кызыл мехнат», имени Чкалова и имени Карла Маркса Пастдаргомского района Самаркандской области.
Указом Президиума Верховного Совета СССР от 11 января 1957 года удостоен звания Героя Социалистического Труда за «выдающиеся успехи, достигнутые в деле развития советского хлопководства, широкое применение достижений науки и передового опыта в возделывании хлопчатника, получение высоких и устойчивых урожаев хлопка-сырца» с вручением ордена Ленина и золотой медали «Серп и Молот».
Этим же Указом званием Героя Социалистического Труда были награждены бригадир колхоза имени Чкалова Пост-Даргомского района Хамра Иргашев, директор 2-й Пост-Даргомской МТС Карим Шарипов и тракторист Курбан Арзыкулов.
Избирался депутатом Верховного Совета Узбекской ССР 5-го, 8-го и 9-го созывов, Верховного Совета СССР 10-го и 11-го созывов.
Умер в Зормане 28 января 1988 года.